# دان نيل (لاعب كرة قدم أمريكية)
دان نيل (بالإنجليزية: Dan Neil)‏ هو لاعب كرة قدم أمريكية أمريكي، ولد في 21 أكتوبر 1973 في هيوستن في الولايات المتحدة.

## وصلات خارجية
- دان نيل على موقع مرجع كرة القدم المحترفة.كوم (الإنجليزية)